# Platzer Kiebitz
 (octobre 2012).
 (septembre 2015).
Si vous disposez d'ouvrages ou d'articles de référence ou si vous connaissez des sites web de qualité traitant du thème abordé ici, merci de compléter l'article en donnant les références utiles à sa vérifiabilité et en les liant à la section « Notes et références ».
Pour les articles homonymes, voir Kiebitz (homonymie).
Le Platzer Kiebitz est un avion ultra-léger biplan monomoteur, biplace en tandem de construction amateur. Michaël Platzer en est le concepteur et il en commercialise les plans.
Sa construction est faite en tubes d'aluminium pour le fuselage et de bois pour les nervures d'ailes. Le tout est entoilé.